# Berghesia coccinea
Berghesia coccinea là một loài thực vật có hoa trong họ Thiến thảo. Loài này được Nees mô tả khoa học đầu tiên năm 1847.